# Cervera de Buitrago
Cervera de Buitrago er en by og kommune i det centrale Spanien i Madrid-regionen. Den har et indbyggertal på 161 (2024) indbyggere.